# Caroline Schelling
Caroline Schelling (nata Caroline Dorothea Albertine Michaelis e nota anche come Caroline Böhmer, Caroline Schlegel e infine Caroline Schelling) (Gottinga, 2 settembre 1763 – Maulbronn, 7 settembre 1809) è stata una scrittrice e traduttrice tedesca;  è stata una figura centrale del primo Romanticismo tedesco. Intellettuale colta e indipendente, fu protagonista attiva nei circoli romantici di Jena e non solo una semplice musa.

## Biografia
Caroline nacque a Gottinga, figlia dell’orientalista Johann David Michaelis, ricevendo un’educazione di alto livello per una donna dell’epoca. Nel 1784 sposò il medico Johann Böhmer e si trasferì con lui a Clausthal. Rimasta vedova nel 1788, si avvicinò agli ambienti rivoluzionari durante un soggiorno a Magonza nel 1792, dove fu coinvolta nella vita politica e culturale del movimento giacobino.
Nel 1793 fu arrestata dalle truppe prussiane e imprigionata per quattro mesi nelle fortezze di Königstein e Kronberg, esperienza umiliante che segnò profondamente la sua visione politica e sociale.
Fu August Wilhelm Schlegel a ottenere la sua liberazione, e nel 1796 i due si sposarono. La coppia si stabilì a Jena, epicentro del Romanticismo tedesco, dove Caroline divenne figura centrale in un ambiente intellettuale frequentato da Friedrich Schlegel, Novalis, Fichte, Schelling e i fratelli von Humboldt.
Nel 1799 conobbe il filosofo Friedrich Wilhelm Joseph Schelling, di cui divenne prima interlocutrice filosofica e poi compagna. Dopo la morte della figlia Augusta nel 1800, Caroline divorziò da Schlegel e sposò Schelling nel 1803. Morì a Maulbronn nel 1809.

## Attività intellettuale
Caroline collaborò con August Wilhelm Schlegel alla celebre traduzione tedesca delle opere di Shakespeare, contribuendo alla resa stilistica e linguistica dei testi. Partecipò attivamente anche alla redazione della rivista Athenaeum, contribuendo anonimamente alla diffusione del pensiero romantico.
Nel 1798 visitò con Schlegel la Galleria di Dresda, esperienza da cui nacque il saggio Die Gemälde, esemplare del pensiero estetico romantico.
La sua opera epistolare rappresenta una delle fonti più importanti per comprendere il pensiero e la vita quotidiana del primo Romanticismo. Le lettere di Caroline, dense di intuizioni filosofiche e riflessioni personali, sono raccolte in varie pubblicazioni e disponibili anche in forma digitale annotata.

## Eredità
Caroline Schelling è oggi considerata una delle figure femminili più rilevanti del Romanticismo tedesco. Il suo contributo intellettuale, a lungo oscurato, è stato rivalutato da studi recenti che ne hanno riconosciuto l'autonomia di pensiero e la capacità di incidere sui grandi temi della modernità.